# Червлень
Че́рвлень — традиционное название для красного цвета и его оттенков в геральдике. Образует прилагательное — червлёный.

## Особенности
Слово происходит от праславянского čьrviti («красить в красный цвет»), связанного с *čьrvь («червь»), от кошенили, из которой получали пурпурную краску.
В геральдической литературе именуется также гюльз, красный, червлёный, рубиновый, алый, кошениль, червец, малиновый. В английской геральдике используются особые термины: в гербах принцев выражается термином «Mars», в гербах пэров — «rubis», во всех прочих «queuls». В Литовской метрике встречается форма «черленый».
Червлень получался смешиванием сурика и киновари с преобладанием первого.

## Шраффировка
Графически в чёрно-белом варианте цвет обозначается вертикальными линиями. Также может передаваться аббревиатурой g. / Gu. или R (от roth или red), рус. чрв.

## Символика цвета
Красный цвет, практически все геральдисты (за исключением французов, которые отводят ему 2-е значение, вместо серебра) считают самым благородным из цветов, используемых в геральдике. Он олицетворяет кровь и огонь и символизирует такие качества, как: справедливость, любовь к Богу и ближнему, скромность и смирение, а также чисто светские понятия: кровопролитие на войне, возмездие, мужество, храбрость, отвага, доблесть, сила, благородство, щедрость, пылкое желание, знатность происхождения, власть (красный цвет и золото издревле принадлежали королям). Что касается верховной власти, точнее сказать, «права королевской прерогативы», то красный цвет оставил заметный след на государственных гербах и флагах (в Германии кроваво-красный флаг получил название — «флаг, обагрённый кровью»).
На рыцарских турнирах красный цвет символизировал радость и веселье, в сочетании с серебром — ликование, с синим — стремление к познанию, с чёрным — скуку и тоску, с фиолетовым — страстную любовь.
Красный цвет наиболее часто встречается в испанской геральдике (85 %), затем английской (80 %), польской (75 %) и итальянской (70 %). Во французской геральдической традиции, где превалирует синий цвет, красный используется в основном в гербах Бургундии, Нормандии, Бретани и Гаскони. Распространение красного цвета в геральдике последних трёх областей обусловлено двухвековым господством англичан.
Некоторые специалисты[какие?] в области геральдики ассоциируют красный цвет с рубинами и с планетой Марс (обозначают его знаком этой планеты). Во время античности красный цвет был цветом войны.
Что касается военной истории, то красный цвет был излюбленным цветом англичан. Это сказалось на окраске флагов и цвете военной формы, как сухопутных, так и морских войск. Во французском и турецком флотах красные флаги устанавливались на галерах, двухмачтовых судах. В течение трёх веков красный флаг в системе морских условных знаков сигнализировал об опасности.
Французский термин для обозначения красного цвета «gueules» и английский «gules» происходят от персидского слова «ghul», означающего «цветок розы».
В средневековой астрономии красному цвету соответствовала планета Марс, в алхимии — рубин и железо, стихия — огонь.